# ВНИИ экспериментальной ветеринарии имени Я. Р. Коваленко
Федеральное государственное бюджетное научное учреждение «Федеральный научный центр — Всероссийский научно-исследовательский институт экспериментальной ветеринарии имени К. И. Скрябина и Я. Р. Коваленко Российской академии наук» (ФГБНУ ФНЦ ВИЭВ РАН) — научно-исследовательский институт в Москве.

## История
1898 год — в Санкт-Петербурге создана ветеринарная лаборатория ветеринарного управления Министерства внутренних дел.
10 октября 1917 года вышло постановление Временного правительства России по образование института экспериментальной ветеринарии.
1918 год — институт эвакуирован из Петрограда в Москву. Находился в подмосковье, усадьбе «Кузьминки».
14 марта 1921 года получил название государственного института при центральном ветеринарном управлении Народного комиссариата земледелия. В это время сюда пришли: А. Н. Бах, К. И. Скрябин, М. Ф. Иванов.
1929 год — из института вышло зоотехническое отделение. С течением времени оно стало в основе Всесоюзного института животноводства.
1931 год — К. И. Скрябин создал Гельминтологический институт.
1932 год — отдел мясоведения перешёл в ветеринарно-санитарный отдел.
1933 год — Гельминтологический институт стал основой Всесоюзного института гельминтологии.
1938 год — при институте создана лаборатория для опытов с инфекционными заболеваниями сельскохозяйственных животных на острове Лисий, Вышне-Волоцкое водохранилище, Тверской области.
1941 год — ветеринарно-санитарный отдел вышел из института. В том же году из-за войны он эвакуирован в Омск.
1943 год — реэвакуирован обратно в Москву.
1957 год — создана лаборатория антибиотиков и микологии.
1959 год — создана лаборатория вирусологии.
1961 год — созданы лаборатории: по изучению лейкозов и злокачественных опухолей животных, по изучению болезней рыб, по изучению болезней пчел.
1966 год — создана лаборатория биофизики.
1967 год — создана лаборатория иммунологии.
1970 год — созданы лаборатории: общей эпизоотологии, культуры тканей и питательных сред.

## Руководители
- Гордзялковский Иван Иосифович (1898—1902)
- Тартаковский Михаил Гаврилович (1902—1907)
- Садовский Иван Михайлович (1907—1911)
- Павлушков Сергей Николаевич (1911—1921)
- Руженцев Дмитрий Семёнович (1921—1922)
- Балл Николай Давидович (1922—1924)
- Драчинский Семён Иванович (1924—1927)
- Вышелесский Сергей Николаевич (1927—1928)
- Шемиот-Полочанский Евгений Антонович (1928—1931)
- Недачин Александр Васильевич (1931—1933)
- Мартин Карл Густавович (1933—1936)
- Агульник Мордух Абрамович (1937—1938)
- Леонов Николай Иванович (1938—1955)
- Коваленко Яков Романович (1955—1977)
- Коромыслов Георгий Фёдорович (1977—2002)
- Гулюкин Михаил Иванович (2002—2017)
- Гулюкин Алексей Михайлович (врио директора) (2017 — н. в.)

## Известные люди
Институт связан с известными именами: С. Н. Вышелесский, С. Н. Павлушков, А. Н. Бах, К. И. Скрябин, М. Ф. Иванов, И. И. Иванов, Е. Ф. Лискун, Н. Ф. Гамалея, С. И. Драчинский, М. И. Романович, А. П. Уранов, А. В. Белицер, Дорогов А. В., А. Х. Саркисов. И. В. Поддубский

## Филиалы
- Вышневолоцкий филиал ФГБНУ ФНЦ ВИЭВ РАН с опытной базой
- Белгородский филиал ФГБНУ ФНЦ ВИЭВ РАН
- Вологодский филиал ФГБНУ ФНЦ ВИЭВ РАН
- ВНИИВСГЭ — филиал ФГБНУ ФНЦ ВИЭВ РАН
- ВНИИП — филиал ФГБНУ ФНЦ ВИЭВ РАН

## Награды
- Орден Ленина (1971 год) — успехи, достигнутые в разработке и внедрение в производство научных исследований и мероприятий по борьбе с инфекционными болезнями животных[1]
- Благодарность Президента Российской Федерации (09 октября 2023 года) — за заслуги в научной деятельности и многолетнюю добросовестную работу[2]

## Современное направление научных исследований[3]
Институт разрабатывает и совершенствует научно-обоснованные системы диагностики, профилактики и борьбы с наиболее распространёнными и экономически важными инфекционными и инвазионными болезнями сельскохозяйственных животных, рыб и пчёл новое поколение лечебных, диагностических и профилактических биопрепаратов.
Сотрудники выполняют научно-исследовательские и опытно-конструкторские работы по Программе фундаментальных научных исследований государственных академий наук на 2013—2020 годы, направление исследований 22. Молекулярно-биологические и нанобиотехнологические методы создания биопрепаратов нового поколения, технологии и способы их применения с целью борьбы с особо опасными инфекционными, паразитарными и незаразными болезнями животных, Гранту РФФИ по проекту «Биология и медицинская наука» № 16-34-50045 «Изучение клеточных механизмов регенерации под влиянием биологически активных веществ органных и тканевых экстрактов».
Создана «Специализированная коллекция клеточных культур сельскохозяйственных и промысловых животных», входящая в состав Российской коллекции культур клеток РАН. В коллекции и криобанке института хранится более 300 штаммов и линий клеток от 17 видов животных.
Создан генетический фонд микроорганизмов «Коллекция патогенных и вакцинных штаммов микроорганизмов-возбудителей инфекционных болезней животных», который насчитывает 447 штаммов биологических объектов (286 штаммов бактерий, 41 штамм вирусов, 65 штаммов грибов, 8 штаммов простейших), в том числе 70 производственных, 298 эталонных, 79 эпизоотических.
Разработано и предложено для внедрения в ветеринарную практику более 70 вакцин, сывороток, антигенов и аллергенов, 210 методов лабораторной диагностики инфекционных и протозойных болезней животных, рыб и пчёл, 120 изобретений, 1 научное открытие.
Защищено авторскими свидетельствами — 211 и патентами — 86 разработок; 25 патентов зарегистрировано в 17 зарубежных странах; 22 патента поддерживаются в силе. Учёным института присуждены 6 Государственных премий СССР, 5 премий Совета Министров СССР, 3 премии Правительства РФ.
Издано 76 томов трудов и 77 бюллетеней ВИЭВ, 213 монографий и книг, 395 инструкций и методических наставлений.
Аспирантуру ВИЭВ закончили 979 человек, из них 803 — очную и 173 — заочную.
Подготовлено 186 докторов и 1212 кандидатов наук.
Функционируют два референтных центра Международного Эпизоотического Бюро: Референтная лаборатория МЭБ по случной болезни лошадей на базе лаборатории протозоологии и Референтная лаборатория МЭБ по герпесвирусным болезням лошадей на базе лаборатории вирусологии.

## Диссертационный советД 006.033.02
При федеральном государственном бюджетном научном учреждении «Всероссийский научно-исследовательский институт экспериментальной ветеринарии имени Я. Р. Коваленко» (ФГБНУ ВИЭВ) осуществляет деятельность диссертационный совет Д 006.033.02 по специальности 06.02.02 (недоступная ссылка) — Ветеринарная микробиология, вирусология, эпизоотология, микология с микотоксикологией и иммунология (ветеринарные и биологические науки) (приказ Минобрнауки России № 1495/нк от 27.11.2015 г.)

## Медиафайлы
- https://pastvu.com/p/47962
- Фото 1968 года
- Фото 1950—1960 гг.